# Кай Лоренц фон Брокдорф (теософ)
Кай Лоренц фон Брокдорф (на немски: Cay Lorenz Graf von Brockdorff; * 24 септември 1844, Ноймюнстер; † 23 май 1921, Меран, Южен Тирол, Италия) е граф от род фон Брокдорф, кралски пруски ритмайстер, теософ и антропософ.

## Биография
Той е единствен син на датския дворцов служител в Ноймюнстер граф Ханс Адолф фон Брокдорф (1805 – 1870) и първата му съпруга Луиза Каролина Кристиана фон Бухвалд (1816 – 1850). Внук е на датския и шлезвиг-холщайнския юрист и държавник граф Кай Лоренц фон Брокдорф (1766 – 1840) и Берта фон Рабен (1780 – 1831).
Кай Лоренц влиза през ноември 1893 г. в Теософското общество и преди 1900 г. е секретар на ложата в Берлин. В библиотеката му редовно се четат доклади и се водят дискусии пред малка публика на теософски и философски теми. Душата на събиранията е обаче съпругата му София.
Брокдорф се мести през 1902 г. в Алгунд при Меран и се оттегля от активната теософия, но остава член на обществото. След смъртта на съпругата му София той дълго време чрез медиум търси контакт с нея.
Около 1909/1010 г. се мести във Висбаден, където живее с последната си съпруга Александрина. На 7 април 1913 г. той става член на новооснованото общество по антропософия.

## Фамилия
Първи брак: на 25 март 1870 г. в Потсдам с теософ София Мария Вилхелмина фон Алефелд (* 14 април 1848, Дамгаард, Ютланд; † 8 юни 1906, Алгунд, Меран). Развеждат се през 1879. Те имат две деца:
- София (Хедда) Емилия Хенриета фон Брокдорф (* 17 февруари 1871, Потсдам; † март 1953, Преец), неомъжена
- Кай Лоренц Фриц Куно фон Брокдорф (* 1 септември 1873, Потсдам; † 11 ноември 1918, Фалкенщайн, Таунус), неженен

Втори брак: на 20 март 1880 г. в Дармщат с Анна Розенхаген (* 30 юли 1855, Бромберг; † 17 август 1881, Дармщат). Тя умира малко след раждането на синът им:
- Лудвиг Ото Леополд Адалберт фон Брокдорф (* 9 август 1881, Дармщат; † 8 януари 1938, Берлин), женен за Ерика фон Шпалдинг (* 19 април 1892; † август 1940); имат дъщеря и син

Трети брак: на 13 март 1883 г. в Дармщат отново с първата си съпруга София Мария Вилхелмина фон Алефелд. Този път те нямат деца.
Четвърти брак: на 1 септември 1910 г. във Висбаден с фрайин Александрина фон Буденброк (* 5 юли 1866, Инстербург; † 16 декември 1955, Меран). Бракът е бездетен.